# Celina Eugenia Iwanowska
Celina Eugenia Iwanowska ps. „Celina” (ur. 21 września 1908, zm. 29 czerwca 1940 w Lublinie) – harcerka, członkini SZP-ZWZ.

## Życiorys
Celina Eugenia Iwanowska z domu Zaleska urodziła się w Ostrówku pow. garwolińskim i była córką Aleksandra (ogrodnik) i Franciszki z domu Korczakowska. Zamieszkała w Lublinie. W 1928 w Warszawie ukończyła gimnazjum, im. Królowej Jadwigi, a następnie Wydział Ogrodniczy Szkoły Głównej Gospodarstwa Wiejskiego i w 1932 uzyskała tytuł inżyniera ogrodnika. Działaczka społeczna i harcerka, członek kręgu starszoharcerskiego, im. T.T. Jeża Chorągwi Warszawskiej Organizacji Harcerek oraz instruktorka drużyn wiejskich. Była sportsmenką i żeglarką, członkinią klubu „Warszawianka” i Akademickiego Związku Morskiego. Jedna z pierwszych kobiet w Polsce, która zdobyła stopień sternika żeglugi morskiej. Brała udział w pracach Ligi Morskiej i Kolonialnej, a także współorganizowała w latach 1933-1934 Zlot Młodych na Wybrzeżu. Zaangażowana politycznie w Związku Młodzieży Demokratycznej. Pracowała po studiach wraz z mężem Wacławem w Centralnym Okręgu Przemysłowym. Od października 1939 w konspiracji w SZP-ZWZ Okręgu. Zorganizowała wspólnie z sędzią Stefanem Lelkiem Wydział Łączności Konspiracji Komendy Okręgu Lublin, którym kierowała, prowadząc tzw. sekretariat KO razem z Marią Walciszewską. Była twórczynią sieci kurierek, które poruszały się między KG ZWZ przez Lublin do i z KO Wołyń. Prowadziła sklep nasienno–warzywny przy rogu ul. Żmigród i Bernardyńskiej, który był konspiracyjnym punktem kontaktowym. W czerwcu 1940 została aresztowana i więziona na Zamku w Lublinie. Podczas śledztwa była torturowana „Pod Zegarem”, ale nic nie ujawniła. Ostrzegła w grypsach osoby zagrożone. Została rozstrzelana na Rurach Jezuickich.
Pośmiertnie odznaczona Orderem Virtuti Militari(Rozkazem KG ZWZ L. 25/BP z 11 listopada 1941).
Mąż Celiny Eugenii, Wacław Iwanowski, inż. hydrotechnik, żołnierz AK ps. „Drapacz”, poległ w powstaniu warszawskim.